# E@I

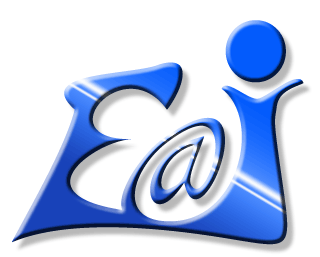
E@I的标志.

E@I（发音：《呃切壹》。是互联网教育和互联网世界语的缩写，教育@网络），它是一个非營利組織的非政府组织，它的主要目的是帮助人通过互联网进行世界合作，并开展不同文化教育活动。E@I的总部在斯洛伐克。
E@I主要的兴趣是开始网站，开会，通知人世界语和互联网的效用跟世界交流。欧洲联盟资助它。E@I最有名的网站是Lernu!

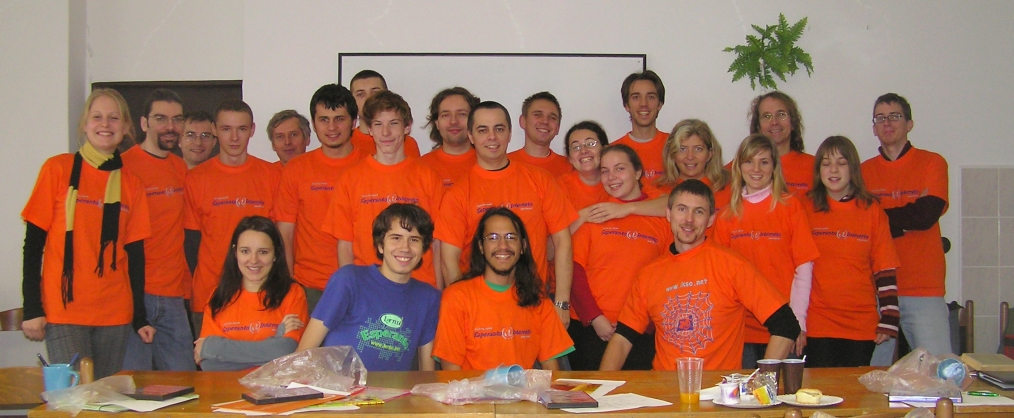
2006，11月的E@I专题讨论会的参加者